# 옥종초등학교 두양분교
옥종초등학교 두양분교는 경상남도 하동군 옥종면 옥단로 1629 (두양리)에 있었던 초등학교 분교이다.

## 연혁
- 1964.10.06 가종국민학교 두양분교장 개교
- 1971.03.01 두양국민학교 (본교)로 승격
- 1985.09.01 병설유치원 개원
- 1994.09.01 옥종국민학교 두양분교장
- 1996.03.01 옥종초등학교 두양분교장
- 1998.02.28 본교로 통폐합